# Kreisgericht Kaukehmen
Das Kreisgericht Kaukehmen war ein preußisches Kreisgericht in der damaligen Provinz Preußen mit Sitz in Kaukehmen.

## Geschichte
In Bezirk des Kreisgerichts Kaukehmen bestanden bis 1849 das königliche Landgericht Kaukehmen sowie viele Patrimonialgerichte.
1849 wurden in Preußen einheitlich Kreisgerichte geschaffen. Hierbei wurde die Patrimonialgerichtsbarkeit abgeschafft und die Patrimonialgerichte wurden aufgehoben. Auch die eingangs genannten Gerichte wurden aufgehoben und es entstand das Königliche Kreisgericht Kaukehmen. Es war für Teile der Landkreise Heydekrug und Niederung zuständig.
Schwurgerichtssachen wurden beim Kreisgericht Tilsit verhandelt. Am Gericht waren 1870 ein Direktor und sechs Kreisrichter eingesetzt. 1870 betrug die Zahl der Gerichtseingesessenen 26.459. In Seckenburg wurde eine Gerichtskommission eingerichtet.
Im Rahmen der Reichsjustizgesetze wurde das Gerichtswesen in Deutschland 1879 vereinheitlicht. Damit wurde das Kreisgericht Kaukehmen aufgehoben und das königlich preußische Amtsgericht Kaukehmen mit Wirkung zum 1. Oktober 1879 als eines von neun Amtsgerichten im Bezirk des Landgerichtes Tilsit als Nachfolger gebildet.